# Hans Arndt (Architekt)
Hans Arndt (* 23. August 1904 in Deutschlandsberg; † 28. August 1971) war ein österreichischer Architekt, Zivilingenieur und Konsulent für Hochbau.

## Leben

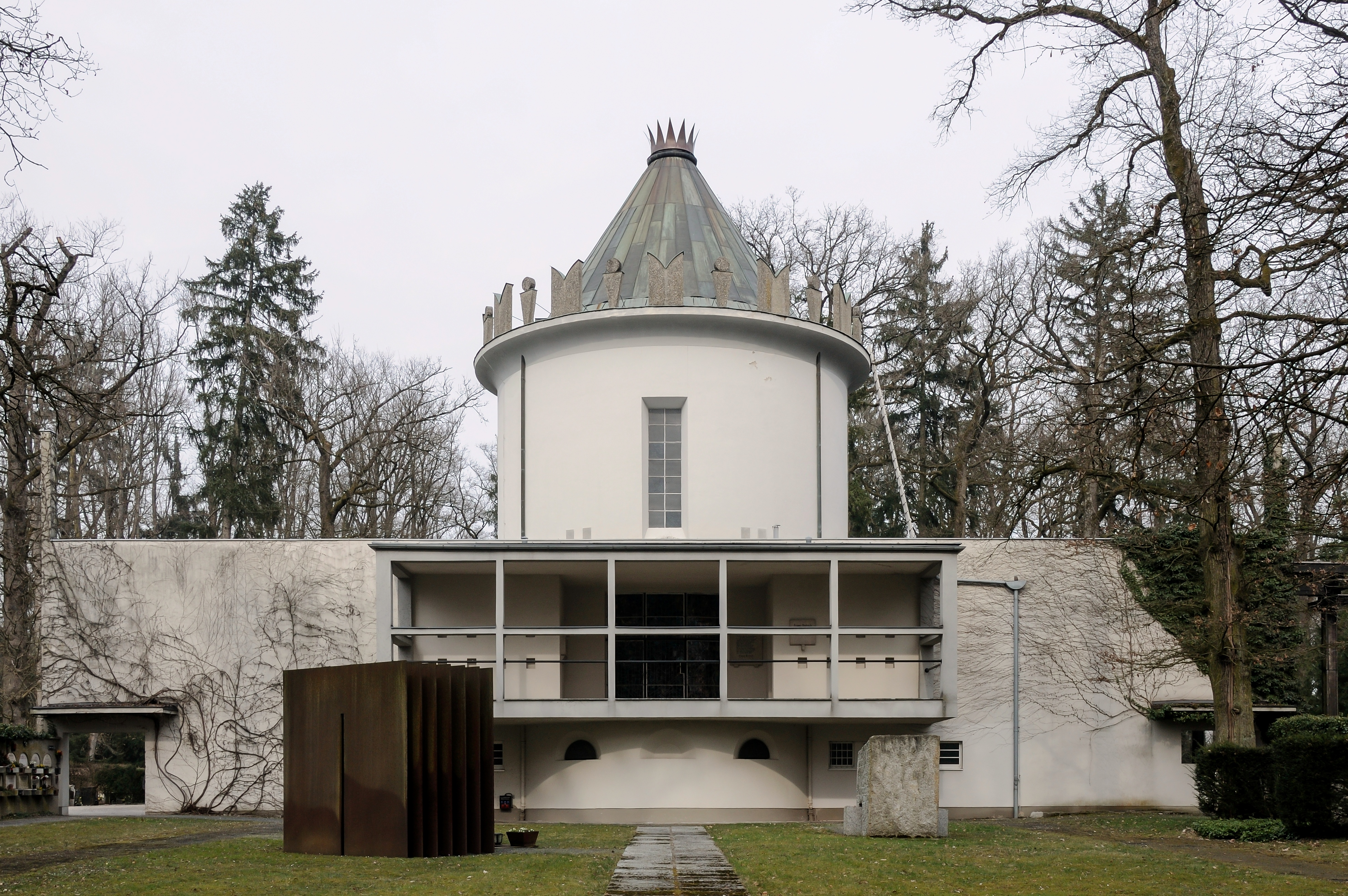
Feuerhalle im Linzer Urnenfriedhof, geplant von Julius Schulte, fertiggestellt von Hans Arndt, Paul Theer und Rudolf Nowotny

Er praktizierte von 1920 bis 1922 als Maurerlehrling und absolvierte gleichzeitig die Staatsgewerbeschule. Nach dem Studium an der Technischen Hochschule Graz war er bis 1924 Bautechniker bei einer Wohnbaugenossenschaft in Köflach.
Von 1927 bis 1928 arbeitete er im Atelier Schulte in Linz und stellte nach dem überraschenden Tod von Julius Schulte bis 1931 zusammen mit Paul Theer einige der von diesem entworfenen Bauwerke fertig u. a. die Zeremonienhalle mit Versenkungsmaschinerie im Zentrum der neuen Feuerhalle Linz, die als eines der Hauptwerke von Julius Schulte gilt und der dort auch beigesetzt wurde.
Ab 1931 war Hans Arndt freischaffender Architekt. Er war Mitglied der Künstlervereinigung MAERZ.

## Werke

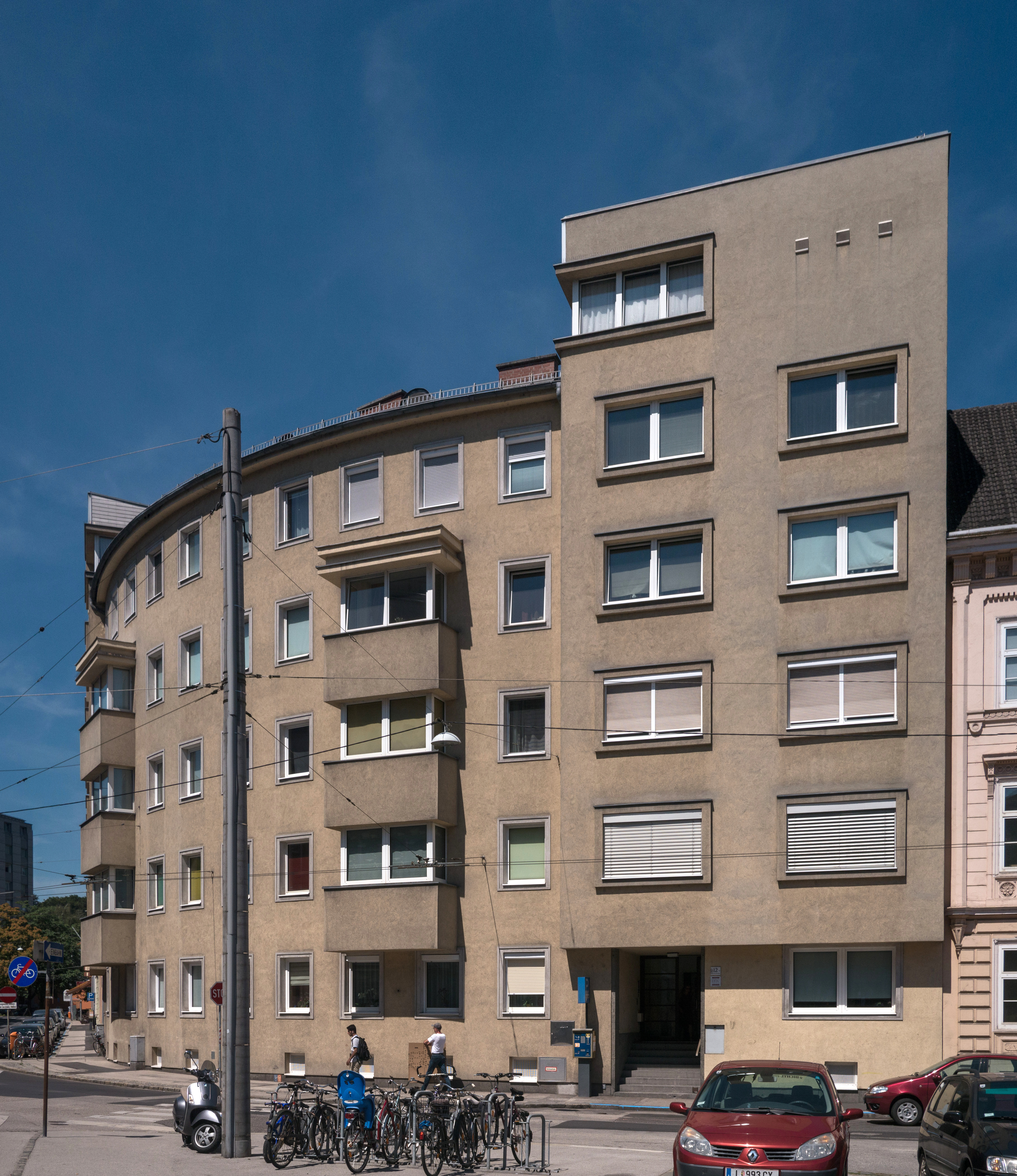
Linz, Wohnanlage Gärtnerstraße–Coulinstraße, geplant von Hans Arndt

- Arndt und Theer (teilweise auch Sturmberger und Haselmayer) planten bis etwa 1932 eigene Projekte in Linz und Umgebung (u. a. Cafe Central, Situationspläne für monumentale Wohnanlagen, Probehäuser für eine Siedlungsgenossenschaft, Linzerhaus auf der Wurzeralm).[1]
- Arndt war etwa ab 1931 bis Mitte der 1950er-Jahre (auch während des Zweiten Weltkriegs) als Architekt in Linz aktiv bei der Planung und Realisierung von Wohnanlagen, Fabrikhallen und sonstigen öffentlichen Gebäuden.[2]
- Filialkirche St. Isidor (Leonding) und Kinderdorf, 1951/52